# Clidemia graciliflora
Clidemia graciliflora là một loài thực vật có hoa trong họ Mua. Loài này được Huber mô tả khoa học đầu tiên năm 1906.